# Sør-Fron
Sør-Fron er en kommune i Innlandet fylke i Norge. Den ligger i Gudbrandsdalen ca. 70 kilometer nord for Lillehammer. Den grænser i vest til Nord-Fron, i nord til Sel, Folldal og Stor-Elvdal, i øst til Ringebu, i syd til Gausdal og i sydvest til Øystre Slidre.  Højeste punkt er Blåkollen der er 1.580 moh.

## Areal og befolkning
Kommunen havde 3.110 indbyggere i 2019 De fleste af dem bor i Hundorp, Harpefoss, og Gålå.
I Hundorp ligger kommunecenteret og Sør-Fron kirke. 

## Historie
Kommunen blev oprettet i 1857 ved en deling af den tidligere Fron kommune i Nord- og Sør-Fron. Kommunene blev siden lagt sammen fra 1966 og skilt igen i 1977.

## Tusenårssted
Kommunens tusenårssted Hundorp, Dale-Gudbrands gard ligger på Hundorp. Stedet blev også valgt til Oppland fylkes tusenårssted.
Ifølge Snorre Sturlasons kongesagaer, var der i 1021 et møde mellem kong Olav Haraldsson og hersen Dale-Gudbrand på Hundorp. Dette mødet repræsenterer et vendepunkt i kristningen af Norge.
Hundorp gård var i 1800-tallet sorenskrivergård, og i 1900-tallet Gudbrandsdal folkehøjskole.